# 安達曼雀鯛
安達曼雀鯛（學名：Pomacentrus andamanensis），是輻鰭魚綱鱸形目雀鯛科雀鯛屬的其中一種，分布於東印度洋安達曼海海域，深度2至35公尺，本魚體呈橢圓形而側扁，吻短而鈍圓，具頷齒，體被櫛鱗，身體三分之二和頭部、背部呈淺淡紫色至藍灰色，其餘三分之一身體包括鰭呈黃色，身體鱗片上有小藍色斑點，頭部側面有大的淡紫色斑點和條紋，上鰓蓋靠近側線起點有綠色斑點，最上面的胸鰭條基部有小黑色斑點，背側有藍色到淡紫色的條紋和斑點。幼魚和成魚後背鰭上都有明顯的眼斑，背鰭硬棘13枚、背鰭軟條14-15枚、臀鰭硬棘2枚、臀鰭軟條14-16枚，體長可達6.4公分，棲息在潟湖及珊瑚礁區，以浮游生物為食，繁殖期時成對出現，雄魚會守護卵直到孵化，生活習性不明。